# Comuna Oboga, Olt
Oboga este o comună în județul Olt, Oltenia, România, formată numai din satul de reședință cu același nume.

## Stemă

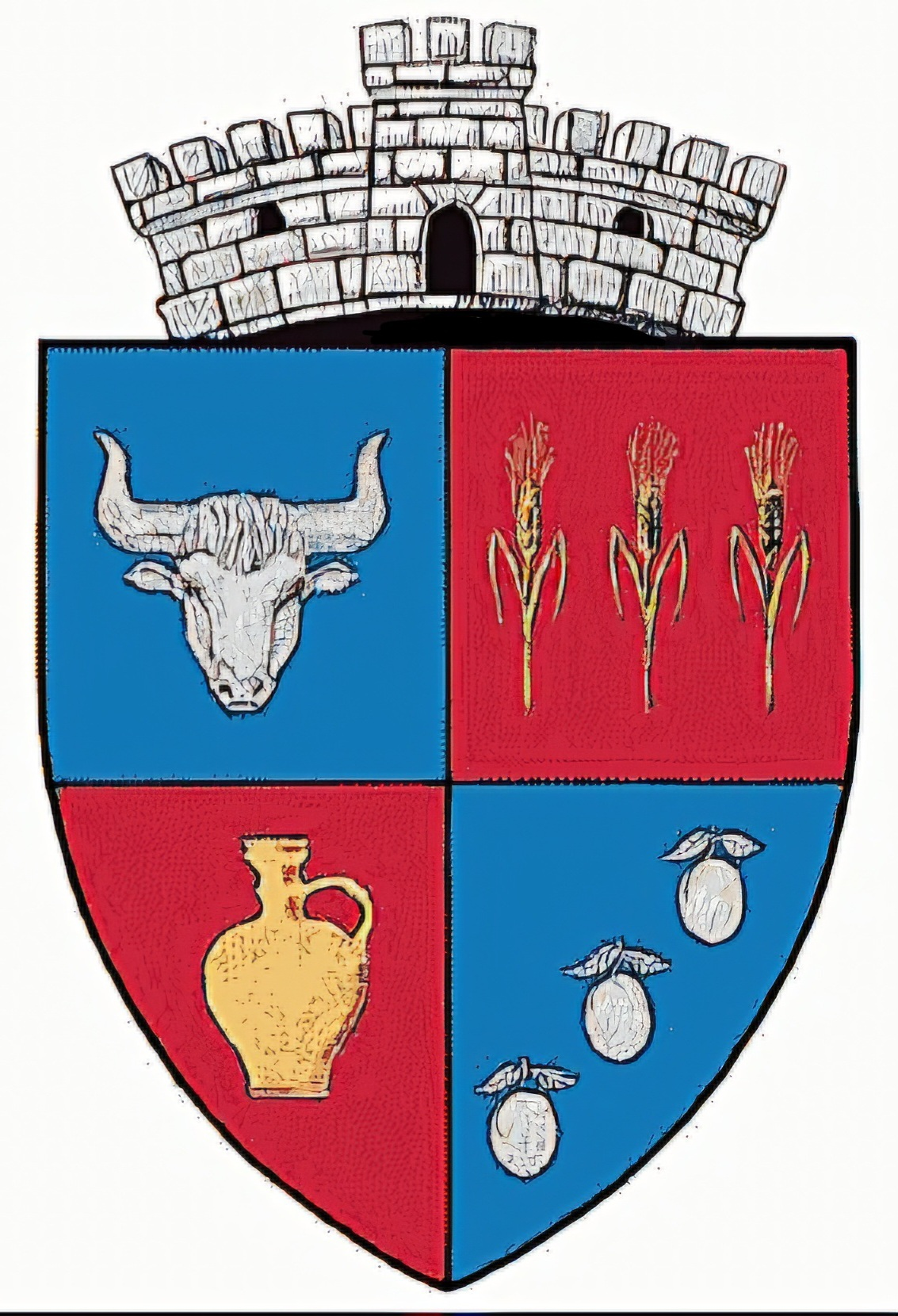
Stema Comunei Oboga

Stema comunei Oboga a fost adoptată prin Hotărârea de Guvern nr. 74/2010 și publicată în Monitorul Oficial, Partea I nr. 86 din 9 februarie 2010.

### • Descrierea stemei:
Stema comunei Oboga, potrivit anexei nr. 1.3, se compune dintr-un scut triunghiular cu marginile rotunjite, scartelat.
În partea superioară, în dreapta, în câmp albastru, se află un cap de bovină de argint, văzut din față.
În partea superioară, în stânga, în câmp roșu, se află trei spice de grâu, de aur, dispuse în pal.
În vârful scutului, în dreapta, în câmp roșu, se află un urcior de aur.
În vârful scutului, în stânga, în câmp albastru, se află trei prune de argint, urmărind marginea scutului.
Scutul este trimbrat de o coroană murală de argint cu un turn crenelat.

### • Semnificațiile elementelor însumate:
- Spicele de grâu, prunele, capul de bovină și urciorul reprezintă ocupațiile de bază ale locuitorilor, agricultura, pomicultura, zootehnia și olăritul.
- Numărul spicelor de grâu și al prunelor semnifică numărul satelor ce compun localitatea.
- Coroana murală cu un turn crenelat semnifică faptul că localitatea are rangul de comună.

## Demografie
Componența etnică a comunei Oboga
     Români (92,73%)
     Alte etnii (0%)
     Necunoscută (7,27%)
Componența confesională a comunei Oboga
     Ortodocși (92,54%)
     Alte religii (0%)
     Necunoscută (7,46%)
Conform recensământului efectuat în 2021, populația comunei Oboga se ridică la 1.582 de locuitori, în scădere față de recensământul anterior din 2011, când fuseseră înregistrați 1.777 de locuitori. Majoritatea locuitorilor sunt români (92,73%), iar pentru 7,27% nu se cunoaște apartenența etnică. Din punct de vedere confesional, majoritatea locuitorilor sunt ortodocși (92,54%), iar pentru 7,46% nu se cunoaște apartenența confesională.

## Politică și administrație
Comuna Oboga este administrată de un primar și un consiliu local compus din 11 consilieri. Primarul, Tudor Matei[*], de la Partidul Social Democrat, este în funcție din 2004. Începând cu alegerile locale din 2024, consiliul local are următoarea componență pe partide politice:
|  | Partid                   | Consilieri | Componența Consiliului | Componența Consiliului | Componența Consiliului | Componența Consiliului | Componența Consiliului | Componența Consiliului | Componența Consiliului | Componența Consiliului | Componența Consiliului | Componența Consiliului |
|  | ------------------------ | ---------- | ---------------------- | ---------------------- | ---------------------- | ---------------------- | ---------------------- | ---------------------- | ---------------------- | ---------------------- | ---------------------- | ---------------------- |
|  | Partidul Social Democrat | 10         |                        |                        |                        |                        |                        |                        |                        |                        |                        |                        |
|  | Roșu Iulian-Alin         | 1          |                        |                        |                        |                        |                        |                        |                        |                        |                        |                        |

## Personalități născute aici
- Gheorghe Chițu (1828 - 1897), om politic, publicist, membru titular al Academiei Române, primul primar al Craiovei.